# Martín Sánchez
Martín Sánchez – argentyński piłkarz grający na pozycji napastnika. 
Jako gracz klubu CA Colón wziął udział w turnieju Copa América 1925, gdzie Argentyna zdobyła mistrzostwo Ameryki Południowej. Sánchez zagrał w trzech meczach – w dwóch meczach z Paragwajem (w pierwszym zdobył bramkę) i w pierwszym meczu z Brazylią.